# هانس اولسون
هانس اولسون (بالسويدية: Hans Olsson)‏ هو سياسي سويدي، ولد في 10 يونيو 1951. حزبياً، نشط في حزب العمال الديمقراطي الاشتراكي السويدي. وقد انتخب عضو البرلمان السويدي ‏.